# Made in Japan (альбом Deep Purple)
Made in Japan — живий альбом англійського гурту Deep Purple, який вийшов у грудні 1972 року.

## Композиції
1. Highway Star — 6:52
2. Child in Time — 12:25
3. Smoke on the Water — 7:32
4. The Mule — 9:50
5. Strange Kind of Woman — 9:36
6. Lazy — 10:51
7. Space Truckin' — 19:42

## Склад
- Ієн Гіллан — вокал
- Рітчі Блекмор — гітара
- Джон Лорд — клавішні
- Роджер Гловер — бас-гітара
- Іан Пейс — ударні

## Чарт
| Чарт (1972-1973)                             | Найвища позиція |
| -------------------------------------------- | --------------- |
| Австрія Austrian Albums (Ö3 Austria)         | 1               |
| Канада Canada Top Albums/CDs (RPM)           | 5               |
| Danish Albums Chart                          | 8               |
| Нідерланди Dutch Albums (MegaCharts)         | 4               |
| Finland (The Official Finnish Charts)        | 4               |
| French Albums (SNEP)                         | 3               |
| Німеччина German Albums (Offizielle Top 100) | 1               |
| Italian Albums (Musica e Dischi)             | 7               |
| Japanese Albums (Oricon)                     | 14              |
| Норвегія Norwegian Albums (VG-lista)         | 7               |
| Велика Британія UK Albums (OCC)              | 16              |
| США Billboard 200                            | 6               |

| Чарт (1973)                        | Позиція |
| ---------------------------------- | ------- |
| German Albums (Offizielle Top 100) | 2       |

## Сертифікації
| Регіон                                                                                          | Сертифікація | Продажі    |
| ----------------------------------------------------------------------------------------------- | ------------ | ---------- |
| Австрія (IFPI Austria)                                                                          | Платиновий   | 50 000*    |
| Франція (SNEP)                                                                                  | Золотий      | 100 000*   |
| Німеччина (BVMI)                                                                                | Платиновий   | 500 000^   |
| Італія (FIMI) 25th Anniversary edition                                                          | Платиновий   | 100 000*   |
| Іспанія (PROMUSICAE)                                                                            | Платиновий   | 100 000^   |
| Швеція                                                                                          | —            | 25,000     |
| Велика Британія (BPI)                                                                           | Золотий      | 100 000^   |
| США (RIAA)                                                                                      | Платиновий   | 1 000 000^ |
| *продажі, що базуються лише на сертифікаціях ^відвантаження, що базуються лише на сертифікаціях |              |            |